# Sociedad de la Vieja Escuela
La Sociedad de la Vieja Escuela (acortado como OSS) fue una organización terrorista neonazi disuelta el 6 de mayo de 2015 en Alemania. El OSS se descubrió unos días después de que se compraran pirotecnia en la República Checa. Se dice que el grupo planeó ataques contra conocidos salafistas, mezquitas, iglesias, jardines de infancia, hogares para solicitantes de asilo y discapacitados.

## Redada y arrestos
El 6 de mayo de 2015, miembros del grupo en Augsburgo, Otzing, Mühldorf am Inn, Bochum y Leipzig fueron arrestados. El Ministro Federal del Interior Thomas de Maizière calificó a la OSS como "altamente peligrosa". Varios medios escribieron sobre la Sociedad como "el grupo terrorista más tonto de Alemania". Se refirieron a que el grupo habría dejado numerosas huellas de acuerdos internos en un grupo cerrado chat y también comunicado abiertamente a través de la red social Facebook.

## Crímenes frustrados
Según la policía, se evito un ataque contra un hogar para solicitantes de asilo en Borna. Varios miembros de la OSS habían acordado en reunirse en un huerto cerca de Borna en Sajonia el 8 de mayo de 2015 para realizar "algunas acciones". El punto de encuentro estaba cerca del alojamiento para refugiados. Las autoridades para la protección de la constitución fueron informadas sobre los planes de ataque en una etapa temprana.

El 29 de diciembre de 2016, un joven de 18 años fue arrestado en Lauterecken (Renania-Palatinado) que tenía un total de más de 100 kg pirotecnia, cohetes de Nochevieja con una marca de certificación, Böller sin una marca de certificación, explosivos caseros y productos químicos habían atesorado. En enero, se encontró un artefacto explosivo de fabricación propia con una esvástica y runa SS en la casa de los padres. La policía había custodiado la casa con los explosivos las 24 horas del día, evacuó el centro de la ciudad y se llevó el material durante dos días. A veces se rumoreaba que el joven de 18 años y el joven de 24 años con los que estaba asociado tenían vínculos con la sociedad de la vieja escuela, pero esto resultó ser falso. El tribunal vio al sospechoso como un mero entusiasta de la pirotecnia que trafica con fuegos artificiales, sin planes de trama, con afinidad con el pensamiento de derecha pero sin afiliación a ninguna asociación relevante.

## Juicios posteriores

### 2016-2017
El 13 de enero de 2016, laFiscalía Federal en Karlsruhe presentó cargos contra tres hombres de 40 a 57 años y una mujer de 23 años ante el senado estatal de protección del Tribunal Regional Superior de Múnich debido a la Formación de un grupo terrorista en enero de 2015 y preparativos para atentados con bomba. Los tres hombres y una mujer habían sido arrestados previamente por la policía en Augsburg, Bochum y en el distrito de Leipzig. El juicio comenzó el 27 de abril de 2016 ante el Tribunal Regional Superior de Múnich.
Con la sentencia del Tribunal Regional Superior de Múnich del 15 de marzo de 2017, el tribunal consideró probado que los acusados habían formado un grupo terrorista. Markus W. (cinco años de prisión) y Andreas H. (cuatro años y medio de prisión) fueron condenados como cabecillas del grupo. Denise G. recibió una pena de prisión de tres años y diez meses, Olaf O. tres años. Los abogados defensores habían pedido previamente la absolución de todos los acusados, argumentando, entre otras cosas, que los acusados no eran capaces de planificar y coordinar ataques y otras acciones de forma dirigida manera.

### 2018
En noviembre de 2018, la Fiscalía de Dresde presentó cargos contra otro presunto miembro fundador del grupo, un alemán de 38 años en ese momento. En julio de 2019, el Tribunal Superior Regional de Dresde lo condenó a un año y cinco meses de prisión, la cual fue suspendida. El Tribunal Regional Superior de Dresde también impuso penas de prisión a otros dos miembros destacados de la OSS que habían contribuido a la radicalización del grupo. Contra un entonces de 31 años de dos años, que fue suspendido en libertad condicional, y contra un entonces de 43 años de dos años y cuatro meses Tribunal Federal de Justicia fue rechazado. Este último entró en revisión, el cual fue rechazado por la Corte Federal de Justicia en noviembre de 2020.

## Pruebas individuales
En noviembre de 2018, la Fiscalía de Dresde presentó cargos contra otro presunto miembro fundador del grupo, un alemán de entonces 38 años.
 En julio de 2019, el Tribunal Regional Superior de Dresde lo condenó a un año y cinco meses de prisión, que fue suspendida. El Tribunal Regional Superior de Dresde también impuso penas de prisión a otros dos miembros destacados de la OSS que habían contribuido a la radicalización del grupo. Contra un entonces de 31 años de dos años que fue suspendido en libertad condicional, y contra un entonces de 43 años de dos años y cuatro meses. Este último interpuso recurso de apelación, el cual fue rechazado por el Tribunal Federal de Justicia en noviembre de 2020.